# Unión de Países Exportadores de Banano
La Unión de Países Exportadores de Banano (UPEB) fue un cartel de países exportadores de banano de América Central establecido en 1974, inspirado en la experiencia de la OPEP.
Su objetivo era lograr una mejor remuneración del oligopolio comercial norteamericano del banano, formado por tres empresas estadounidenses: United Brands Company, Standard Fruit y Del Monte.

## Historia
En 1974, Colombia, Costa Rica, Ecuador, Guatemala, Honduras, Nicaragua y Panamá se unieron en un intento de formar un cartel de países exportadores de banano (o plátano) centrado en las exportaciones al mercado norteamericano. : 207–208 Filipinas fue el único gran exportador de bananos a Estados Unidos que no se unió.  : 181 
Los precios del plátano poco habían subido en 20 años: un estudio de las Naciones Unidas llegó a la conclusión de que no más de diecisiete centavos de cada dólar estadounidense gastados por los norteamericanos en bananos iban a parar a los países productores. A comienzos de los años setenta, el comercio del banano estaba muy concentrado y sólo participaban tres empresas estadounidenses: United Brands Company, Standard Fruit y Del Monte.
Inicialmente, la UPEB propuso un impuesto a la exportación de un dólar por cada caja de cuarenta libras (18 kilos) de banano exportada. Las empresas protestaron y amenazaron con retirar sus operaciones, mientras Ecuador se negó a promulgar el impuesto. El entonces presidente de Costa Rica, José Figueres, afirmó que la propiedad de Standard Fruit debería ser nacionalizada si las empresas se niegan a pagar el impuesto. Standard Fruit amenazó al nuevo presidente, Daniel Oduber, con que si había más amenazas la empresa se retiraría de Costa Rica. Costa Rica redujo su demanda a 25 centavos la caja. 
En 1974, Honduras aprobó una ley para aumentar el impuesto a las exportaciones de banano, subiendo de 25 centavos a 50 centavos por cada caja de 40 libras. En ese entonces, Honduras representaba más del 22% de las exportaciones de United Brands Company.
En 1975, Eli M. Black, presidente y presidente de United Brands Company, se suicidió saltando desde el piso cuarenta y cuatro del edificio Pan Am en Nueva York.
Cuando la Comisión de Bolsa y Valores (SEC) investigó el suicidio, descubrió un escándalo que recibió el nombre de "Bananagate": United Brands había pagado un soborno de 1,25 millones de dólares al presidente hondureño Oswaldo López Arellano, seguido de otros 1,25 millones de dólares el año siguiente. El dinero debía depositarse en una cuenta en un banco suizo. La operación fue gestionada a través del ministro de Economía de dicho país, Abraham Bennatón Ramos. Después del soborno, el impuesto hondureño se redujo de 50 centavos a 25 centavos por caja. Esto provocó el colapso del cartel de la UPEB.
Se estima que esta reducción ahorró a United Brands Company alrededor de $7,5 millones de dólares en pagos de impuestos. Además, se descubrió que United Brands Company había pagado otros 750.000 dólares en sobornos a un funcionario italiano para evitar restricciones a las exportaciones de banano de United a Italia, a partir de 1970.
La SEC determinó que ninguno de los sobornos podría haberse pagado sin el conocimiento y aprobación de Black. Si bien en ese momento no era ilegal que las empresas estadounidenses sobornaran a funcionarios, sí lo era ocultar dichos sobornos a sus accionistas. : 179–180 
United Brands Company también admitió que intentó convencer a la SEC de que los sobornos debían mantenerse en secreto, basándose en que la divulgación perjudicaría tanto a la empresa como a sus accionistas. El bufete de abogados Covington & Burling pidió la intervención del Departamento de Estado de Estados Unidos, argumentando que la noticia del soborno hondureño podría dañar las relaciones de Estados Unidos con ese país. Sin embargo, el Departamento de Estado se negó.
Cuando se reveló el soborno, esto provocó el derrocamiento del gobierno militar en Honduras, el cual, a su vez, condujo a la nacionalización de los ferrocarriles de United junto con una importante retiro de inversión de tierras por parte de las empresas estadounidenses. 

## Desenlace
El 1 de mayo de 1975, Costa Rica aprobó una ley para aumentar el impuesto a las exportaciones de banano de 25 centavos a 1 dólar por caja de 40 libras. El decreto establecía que 45 centavos de cada dólar de impuestos irían al gobierno y los otros 55 centavos para subsidiar a los productores independientes de banano. La filial local de United Brands, Costa Rican Banana Co., presentó una demanda por 3 millones de dólares contra el gobierno en abril de 1975, afirmando que el impuesto a la exportación violaba una garantía del gobierno de no gravar a la empresa hasta que su contrato con el gobierno expirara en 1988.